# Стефан Сальваторе
Сте́фан Сальвато́ре (англ. Stefan Salvatore) — персонаж американского телесериала «Дневники вампира», созданного Джули Плек и Кевином Уильямсоном на основе серии романов «Дневники вампира», написанных Лизой Джейн Смит, где Стефан так же является главным героем.
В телесериале роль Стефана Сальваторе исполняет Пол Уэсли.

## Концепция и создание персонажа
27 марта 2009 года, The Hollywood Reporter объявил, что американский актёр Пол Уэсли был утвержден на роль Стефана Сальваторе. Он был последним участником присоединившимся к основному актёрскому составу телесериала «Дневники вампира».
Карина Маккензи из Los Angeles Times отметила, что через «10 лет в качестве успешного, но малозаметного ТВ актера» вскоре после премьеры телесериала, Пол был «везде». Маккензи написала: «Прошлым летом его лицо было более чем на 30 постерах „Дневников вампира“, не говоря уже о рекламных щитах на, казалось бы, каждом крупном бульваре в Голливуде».
В ноябре 2011 года бывшая жена Пола Уэсли — Торри Девито присоединилась к актерскому составу с постоянной ролью доктора Мередит Фелл, которая заинтересована Алариком Зальцманом (Мэтт Дэвис).

## Образ персонажа

### Предыстория
Стефан Сальваторе родился 1 ноября 1846 года в Мистик-Фоллс в семье итальянского происхождения. Его родителями были отец Джузеппе Сальваторе и мать Лили Сальваторе, которая умерла, когда Стефан был ребёнком. На начало сериала он вновь вернулся в Мистик-Фоллс, штат Вирджиния. У него есть старший брат Дэймон Сальваторе и племянник Зак Сальваторе (позже убитый Дэймоном).

### Обращение в вампира
В 1864 году в поместье семьи Сальваторе приезжает Кэтрин Пирс — вампир, в которую влюбляются оба брата. Кэтрин внушила Стефану не бояться её, а также пить её кровь. В то время в Мистик-Фоллс идут преследования вампиров. После того как его застрелил собственный отец, обратился в вампира благодаря находящейся в его организме крови Кэтрин. Чуть позже случайно убил отца во время его нападения. Обращённый им в вампира Дэймон пообещал брату вечные страдания, разозлившись на него за своё, фактически, насильное обращение.
 Поначалу Стефан был неспособен сопротивляться жажде крови, отчего у него развилась сильная зависимость. Позже, после множества убийств, он повстречал вампиршу по имени Лекси Брэнсон, которая научила Стефана контролировать жажду и стала его лучшим другом.
По поводу пристрастия его персонажа к человеческой крови Пол Уэсли говорил: «Это потрясающе. Это наркотик. Он наркоман. Я играю наркомана и мне нравится это. Я чувствовал, что должен играть роль, которую я никогда не играл раньше. Мне нравится это и я надеюсь, что это выходит так, как я предполагал». Исполнительный продюсер шоу Кевин Уильямсон сказал, что он «с нетерпением ждал, что Стефан в конце концов будет снова пить человеческую кровь», проведя десятилетия употребляя только кровь животных. Уэсли сказал, что «каждый имеет тёмную сторону, особенно вампир, и было бы нереалистично не показать это».

### Отношения
В первом эпизоде сериала у Стефана начинается роман с Еленой Гилберт, но он не сказал ей, что он вампир. Позже она сама выясняет это и они временно прерывают свои отношения. Любимым эпизодом Уэсли является эпизод с «поворотным моментом», в котором Стефан отворачивается, «потому что он стыдится своего лица». Уэсли сказал, что «Стефан в ужасе и он ненавидит себя за это. Он бежит от той части себя, но Елена разворачивает его и касается его лица, думая, что он красивый. Этот момент очень интимный, потому что Елена принимает его самую тёмную сторону». По мере развития сюжетной линии у Елены возникает привязанность к брату Стефана — Дэймону. После того, как Елена стала вампиром, она стала встречаться с Деймоном. Сердце Стефана разбито и он чувствует гнев и предательство со стороны Дэймона и Елены. Несколькими месяцами ранее, Пол Уэсли призвал поклонников Стефана и Елены не терять надежды, заявив: «Фанаты должны обязательно иметь надежду. Важно помнить, что любовь Стефана и Елены слишком сильна, и это было основой первого сезона — вы не можете полностью игнорировать это». Позже, при обсуждении Стефана и Елены, Джули Плек сказала: «Они любят друг друга так глубоко, как только два человека могут любить друг друга, но это не значит, что их отношения непогрешимы».
В 1864 году Стефан вместе с Дэймоном были влюблены в вампиршу Кэтрин Пирс, но когда вампиры в Мистик-Фоллс были разоблачены и сожжены, ей удалось сбежать. Во время её пребывания в городе она давала свою кровь братьям Сальваторе, которая позволила им обратиться в вампиров после того, как их застрелили.
В шестом сезоне Стефан и Кэролайн очень сблизились. С четвёртого сезона они стали хорошими друзьями. Героиня Кендис Акколы (Кэролайн) часто давала советы другу и помогала в сложных ситуациях, что и наблюдалось со стороны героя Пола Уэсли (Стефан). В 14 серии 6 сезона у Кэролайн и Стефана состоялся первый поцелуй. В следующих сериях у них была первая близость. В 21 серии 6 сезона Кэролайн рассказала Стефану о всех вещах, которые она сделала с тех пор, как влюбилась в него, как она разрушила свою жизнь. Стефан говорит ей, что теряет контроль рядом с ней, но Кэролайн уходит, считая, что контроль - все, что у неё осталось. В 22 серии Стефан рассказывает ей, что составил свой список вещей, которые изменились в его жизни с тех пор, как он полюбил Кэролайн. Он говорит, что готов ждать столько, сколько ей понадобится. Стефан целует её в щеку и уходит, оставив размышлять.
В 3 серии 7 сезоне показывается первая любовь Стефана, когда он был ещё человеком. Девушку звали Валери и тогда она была ведьмой. Забеременев, она хотела остаться со Стефаном, но Джулиан лишил её ребёнка, вынудив уехать. Валери покончила с собой, но в её организме была кровь вампира, из-за чего она стала первым еретиком — гибридом ведьмы и вампира.

### Характер и роль в сюжете
Стефан является одним из главных героев телесериала. Он описан как «красивый молодой человек» который, оказывается вампиром, у которого складывается «сильная связь» с «трагической героиней» Еленой Гилберт (Нина Добрев). Молодого Стефана Уэсли описал как «наивного и плывущего по течению», он был «легко манипулируемый» и «невинный» с «красивой молодой душой».

### Сюжетная линия
После спасения Елены во время автокатастрофы Стефан возвращается в Мистик-Фоллс, где отсутствовал на протяжении десятилетий, заметив, что Елена выглядит в точности как Кэтрин Пирс. Они начали встречаться, и через некоторое время Стефан признаётся Елене, что он вампир. Одновременно с этим в Мистик-Фоллс возвращается Дэймон, который также влюбляется в Елену. По мере развития сюжета братские узы Стефана и Дэймона всё более крепнут. В начале сериала, из-за своей зависимости от человеческой крови, Стефан пьёт только кровь животных, что делает его слабее остальных вампиров.
Во 2-м сезоне Стефан начинает ежедневно пить небольшими порциями кровь Елены для ослабления своего пристрастия и увеличения физических сил. После возвращения Кэтрин выясняется, что она всегда любила Стефана, а не Дэймона; при этом сам Стефан любит Елену и не проявляет интереса к Кэтрин. После обращения Кэролайн Форбс в вампира между ней и Стефаном завязываются дружеские отношения. После того как Никлаус дал Стефану свою кровь для исцеления Дэймона от укуса оборотня, он вновь пробудил в младшем Сальваторе Мясника-Потрошителя, и Стефан согласился примкнуть к нему и выполнять его поручения, надеясь, что поверивший в гибель Елены во время ритуала Никлаус покинет Мистик-Фоллс, и девушка будет в безопасности.
В третьем сезоне Клаус разоблачил обман и заставлял Стефана убить Елену, а когда Стефан начал сопротивляться, заставил его «отключить» все чувства и человечность. Позднее Стефан смог их вернуть, о чём свидетельствует сцена, в которой он спасает Клауса ради защиты Дэймона. Далее он из мести похищает семью Клауса и начинает его шантажировать, а когда этот план проваливается (ведьмы отдали Клаусу гробы после его угроз прервать род Беннетов), Стефан, насильно напоив Елену своей кровью, угрожает съехать вместе с ней с моста, если Клаус не отошлёт своих гибридов из города. В последний момент Клаус соглашается. Между Еленой и Стефаном начинается ссора, во время которой он говорит, что Клаус отобрал у него всё, а Елена возражает: «У тебя есть я!», на что Стефан отвечает: «Я потерял тебя в ту секунду, когда покинул город вместе с ним, просто ты до сих пор не хочешь это признать». В конце 3-го сезона он целует Елену со словами «вдруг это в последний раз». Когда Аларик убивает Клауса, родоначальника вампирской линии братьев Сальваторе, Кэролайн Форбс, Тайлера Локвуда, Елена находится в машине Мэттом по дороге из города. Она вынуждена принять решение с кем ей попрощаться: с Дэймоном или со Стефаном, Кэролайн и Тайлером. Выбрав Стефана, они с Мэттом возвращаются в Мистик-Фоллс, но из-за внезапного появления на пути автомобиля Ребекки, не справившись с управлением, падают с моста в воду. Подоспевший к месту аварии Стефан, по просьбе Елены спасает Мэтта. В результате Елена тонет, но, как позднее выясняется, незадолго до аварии доктор Фелл вылечила Елену с помощью вампирской крови, которая оставалась в организме девушки и в момент её смерти.
В 4 сезоне узнаёт, что есть лекарство от вампиризма и вместе с Клаусом они ищут его, чтобы вылечить Елену. Вскоре узнаёт от Кэролайн о близости Елены и Дэймона, и очень подавлен этим. Позже узнаёт, что Елена его больше не любит, а влюблена в Дэймона. Из-за этого он объединяется с Ребеккой в поиске лекарства для Елены, для того чтобы узнать, правда ли, что Елена любит Дэймона или же это влияние кровной связи. Стефан намерен вычеркнуть Елену из своей жизни после того, как поможет Елене принять лекарство, но у него остались чувства к ней. В последней сцене 4 сезона Стефан узнаёт из уст Сайласа, что сам Стефан на самом деле двойник Сайласа, его слабое место, ключ к уничтожению, поскольку в любом заклятии должна быть лазейка. Сайлас принимает свой истинный облик, запирает младшего Сальваторе в сейфе и сбрасывает его со скал в водную пучину.
В 5 сезоне Елена готовится к переезду в общежитие колледжа Уитмор, где будет жить вместе с Кэролайн. После вновь начавшихся отношений с Дэймоном,Елене очень трудно расставаться с ним,Дэймон обещает Елене присматривать за её братом Джереми после её отъезда. В колледже Елена и Кэролайн ожидают приезда своей подруги Бонни и испытывают шок, узнав, что вместо Бонни в одной комнате с ними будет жить девушка по имени Меган. Кэролайн не рада появлению новой соседки. Когда Кэролайн видит, что Меган пьет воду с вербеной, она ещё больше начинает нервничать — ведь это значит, что Меган знает о том, что Кэролайн и Елена — вампиры. Во время очередной вечеринки в колледже Меган находят мертвой. Елена понимает, что это дело рук вампира — и начинает опасаться, что их тайна с Кэролайн откроется. Однако, через некоторое время полицейский сообщает, что Меган покончила с собой. Елена начинает волноваться ещё больше — ведь это значит, что полиция по каким-то причинам покрывает убийцу. Тем временем Кэтрин возвращается в дом Сальваторе, где просит помощи у Дэймона. Ведь теперь она человек и очень уязвима. Дэймон предлагает снова обратить её, но Кэтрин отказывается, думая, что это не сработает. Через некоторое время она решает убить Сайласа, чтобы обезопасить себя хотя бы на время. Однако, Джереми и Дэймон разрушают её планы и уезжают из города. Елена и Кэролайн пытаются выяснить, кто причастен к убийству Меган. Они сталкиваются со студентом Джесси, который сообщает им, что, по слухам, профессор Уэс Максфилд (Рик Коснетт), является членом тайного сообщества в колледже. Но какое это сообщество и чем оно занимается — никто не знает. В это время Дэймон узнает, что Сайлас разыскивает Кэтрин. Он просит Мэтта и Джереми находиться рядом с ней, чтобы гарантировать её безопасность. Когда Сайлас все-таки находит их, между ним и Мэттом завязывается драка, в которой Мэтт погибает. После этого Сайлас рассказывает Кэтрин, почему он хочет её убить: оказывается, кровь Кэтрин может вылечить его. Елена и Кэтрин видят один и тот же странный сон. В этом сне Стефан попадает в беду. Девушки решают найти Стефана и просят Дэймона им помочь. Но неожиданно они сталкиваются с таинственной женщиной по имени Тесса, которая мешает им найти Стефана. Кроме того, она так же знает кое-что о прошлом Стефана. Она сообщает Елене, Кэтрин и Дэймону страшную тайну своего прошлого — и свои планы. Елена и Дэймон находят Стефана в неизвестном баре, где Тесса мешает им забрать Стефана — ведь он нужен ей, чтобы закончить начатое.
В 21 серии 5 сезона его убивает Тайлер (Джулиан), но в конце последней серии он возвращается со всеми остальными из потустороннего мира.
В 6 сезоне Кэролайн заставляет его отключить чувства, и стать потрошителем. Возвращает чувства ему его мать, вернувшаяся из тюремного мира.
В 16 серии 8 сезона погибает, жертвуя собой, когда его вместе с Кэтрин забирает адское пламя. Обретает покой вместе со своим братом Дэймоном, когда тот прожил человеческую жизнь.

## Приём критиков
Влада Гельман из «TVLine» считает, что роман Стефана и Елены «закончится в довольно зрелом состоянии для молодого любовного треугольника» и сомневается в том, что Елена «готова начать отношения с Дэймоном», ведь Стефан не собирается пока уезжать из города.

## Награды и номинации
За роль Стефана Сальваторе Пол Уэсли с 2010 получил четыре номинации и две награды премии «Teen Choice Awards», а также номинацию премии «People’s Choice Awards».
| Год  | Премия                 | Категория                              | Номинант(ы) | Результат |
| ---- | ---------------------- | -------------------------------------- | ----------- | --------- |
| 2010 | Teen Choice Award 2010 | «Прорыв года: мужская роль в сериале»  | Пол Уэсли   | Победа    |
| 2010 | Teen Choice Award 2010 | «Лучший актёр фантастического сериала» | Пол Уэсли   | Победа    |
| 2011 | Teen Choice Award 2011 |                                        |             |           |
| 2011 | Teen Choice Award 2011 | «Лучший актёр фантастического сериала» | Пол Уэсли   | Номинация |
| 2011 | Teen Choice Award 2011 | Вампир                                 | Пол Уэсли   | Номинация |
| 2012 | Teen Choice Award 2012 |                                        |             |           |
| 2012 | Teen Choice Award 2012 | «Лучший актёр фантастического сериала» | Пол Уэсли   | Номинация |
| 2013 | Teen Choice Award 2013 |                                        |             |           |
| 2013 | Teen Choice Award 2013 | «Лучший актёр фантастического сериала» | Пол Уэсли   | Номинация |
| 2013 | Выбор народа 2012      |                                        |             |           |
| 2013 | Выбор народа 2012      | «Любимый актёр многосерийной драмы»    | Пол Уэсли   | Номинация |

## Коммерческая продукция
Компания по производству игрушек «Tonner Doll Company, Inc.» создала куклы Елены, Кэтрин, Стефана и Дэймона в костюмах настоящего времени и в костюмах 1864 года.